# Hlavče Njive
Hlavče Njive so naselje v Občini Gorenja vas - Poljane.